# 37ª edizione dei Directors Guild of America Award
La 37ª edizione dei Directors Guild of America Award si è tenuta il 9 marzo 1985 al Beverly Hilton Hotel di Beverly Hills e all'Hotel Plaza di New York e ha premiato i migliori registi nel campo cinematografico, televisivo e pubblicitario del 1984.

## Cinema
- Miloš Forman – Amadeus
- Robert Benton – Le stagioni del cuore (Places in the Heart)
- Norman Jewison – Storia di un soldato (A Soldier's Story)
- Roland Joffé – Urla del silenzio (The Killing Fields)
- David Lean – Passaggio in India (A Passage to India)

## Televisione

### Serie drammatiche
- Thomas Carter – Hill Street giorno e notte (Hill Street Blues) per l'episodio Ascesa e caduta di Paul il Bove[2] (The Rise and Fall of Paul the Wall)
- David Anspaugh – A cuore aperto (St. Elsewhere) per l'episodio Fade to White
- Mark Tinker – A cuore aperto (St. Elsewhere) per l'episodio Sweet Dreams

### Serie commedia
- Jay Sandrich – I Robinson (The Cosby Show) per l'episodio pilota (Theo's Economic Lesson)
- James Burrows – Cin cin per l'episodio Chi la fa l'aspetti (I Call Your Name)
- Bill Persky – Kate e Allie (Kate & Allie) per l'episodio Landlady

### Film tv e miniserie
- Daniel Petrie – Dollmaker (The Dollmaker)
- Robert Greenwald – Quando una donna (The Burning Bed)
- Randa Haines – Quelle strane voci su Amelia (Something About Amelia)

### Serie televisive quotidiane
- Joan Darling – ABC Afterschool Specials per l'episodio Mom's on Strike
- Robert Chenault – ABC Afterschool Specials per l'episodio The Hero Who Couldn't Read
- Joanna Lee – CBS Schoolbreak Special per l'episodio Hear Me Cry

### Documentari e trasmissioni d'attualità
- Alfred R. Kelman – The Body Human: The Journey Within
- Merrill Brockway – Great Performances per le puntate Balanchine (Parts 1 & 2)
- Howard Enders – Ellis Island: The Odyssey of a Dream

### Trasmissioni musicali e d'intrattenimento
- Don Mischer e Twyla Tharp – Great Performances per la puntata Baryshnikov by Tharp
- Tony Charmoli – Olympic Gala
- Terry Jastrow – Cerimonia d'apertura dei Giochi della XXIII Olimpiade

### Trasmissioni sportive
- Sandy Grossman – Super Bowl XVIII
- Larry Kamm, Bob Lanning e Norman Samet – Ginnastica ai Giochi della XXIII Olimpiade
- Doug Wilson – Pattinaggio di figura ai XIV Giochi olimpici invernali

## Pubblicità
- Stuart Hagmann – spot per la Chiesa di Gesù Cristo dei santi degli ultimi giorni (Right Moment), IBM (Skates), McDonald's (Stranger in the House)
- William Dear – spot per Budweiser (3D; Window Washers, Frontier's; Concourse of Doom), Honda (Devo), Bell Atlantic (Dragnet)
- Leslie Dektor – spot per Levi's (Blues), John Player (Own the Night), NutraSweet (Wait)
- Richard Levine – spot per la Chiesa di Gesù Cristo dei santi degli ultimi giorni (Good Samaritans), Sonecor (Radio Telescope)
- Michael Ulick – spot per Coca-Cola (First Job), American Greetings (Peace), Kodak (Statue of Liberty)

## Premi speciali

### Premio D.W. Griffith
- Billy Wilder

### Premio Frank Capra
- Jane Schimel
- Abby Singer

### Robert B. Aldrich Service Award
- Elliot Silverstein

### Premio per il membro onorario
- Tom Donovan